# Palacio Chigi
El palacio Chigi ([ˈki.dʒi]) es un palacio histórico situado en el centro de Roma, Italia, entre la Piazza Colonna y la Via del Corso. Desde 1961, es la sede del Gobierno de Italia y residencia del Presidente del Consejo de Ministros, situado al lado del Palazzo Montecitorio.

## Historia

### Residencia nobiliaria
La historia del palacio empezó en 1578, cuando la familia Aldobrandini unió, reestructurándolas notablemente, algunas propiedades que daban hacia la Piazza Colonna para construir en su lugar el palacio.
El 20 de abril de 1770 Wolfgang Amadeus Mozart dirigió un concierto con la presencia de Carlos Eduardo Estuardo.
En esta época toma forma la estructura exterior del palacio y los interiores son objeto de continuas renovaciones, la última de las cuales data de 1916, cuando el palacio se transformó en sede del Ministerio de Asuntos Exteriores del Reino de Italia.
El nombre del palacio es el de una rica familia de banqueros de origen sienés, los Chigi, que lo compraron por mediación de Agostino en 1659.
En su historia, el palacio, además de ser residencia de algunas de las familias nobiliarias más importantes de Roma, ha sido también sede de las embajadas de España y el Imperio Austro-Húngaro.

### Sede institucional

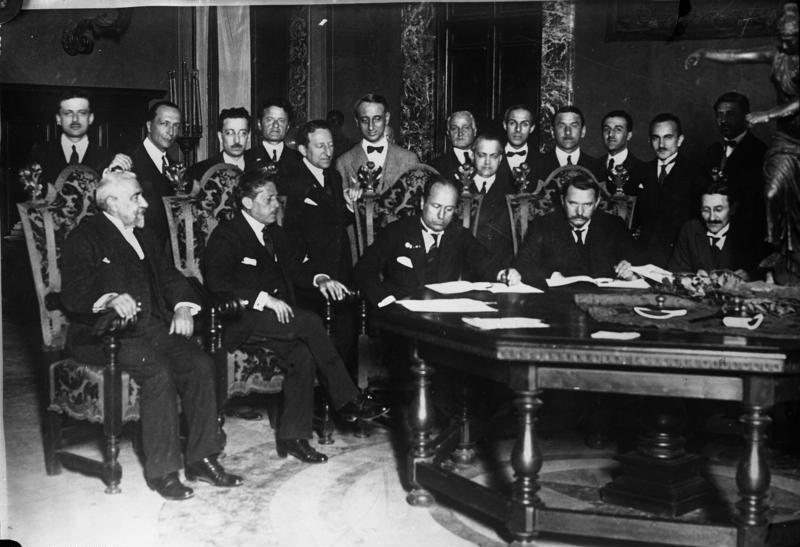
Mussolini y una delegación rusa en la actual sala del Consejo de Ministros.

En 1916 fue adquirido definitivamente por el Estado Italiano. Primero fue sede del Ministerio de las Colonias y luego del Ministero de Asuntos Exteriores en 1922, cuando Benito Mussolini estableció su estudio en la galería Deti. Desde este estudio, en el balcón que hace de esquina entre la Via del Corso y la Piazza Colonna (la llamada Prua d'Italia o "Proa de Italia"), pronunció los primeros discursos que después reproduciría desde el balcón del Palazzo Venezia. Desde 1961 es la sede oficial del Gobierno, anteriormente situada en el Palazzo del Viminale.
A finales del siglo XX el palacio recibió una restauración que terminó el 7 de noviembre de 1999. La intervención no solo afectó a las fachadas, sino también a las estancias del estudio presidencial, que el presidente Amato había trasladado a otra sala del palacio, y que para la ocasión se restablecieron en su colocación original.
El 28 de abril de 2013, durante el juramento del Gobierno Letta ante el Presidente de la República, fuera del palacio un hombre, Luigi Preiti, abrió fuego contra dos carabinieri, Giuseppe Giangrande y Francesco Negri, e hirió a estos últimos y a una transeúnte embarazada.

## Descripción
El Palazzo Chigi se caracteriza por una planta de forma rectangular. La entrada principal es por la Via del Corso, aunque la fachada más famosa es la que da hacia la Piazza Colonna. Por el acceso desde la plaza, que no se abrió hasta 1740, se llega al elegante Patio de Honor, que tiene al fondo la impresionante escalera de honor, construida para los Chigi por el arquitecto Felice della Greca. Por esta se accede al primer piano nobile, que alberga las salas más importantes del palacio, es decir, las que dan a la esquina entre la Via del Corso y la Piazza Colonna y que fueron construidas por el arquitecto Matteo da Castello por encargo de la familia Aldobrandini en el siglo XVI. Estas son:
- La sala de las galeras (sala delle galere)
- La sala de los mapamundis (sala dei mappamondi)
- La sala del Consejo de Ministros (sala del Consiglio dei ministri)
- El gabinete amarillo (salottino giallo)
- La antecámara del Presidente del Consejo (anticamera del Presidente del Consiglio)
- El estudio del Presidente del Consejo (studio del Presidente del Consiglio)
- La Galería Deti (galleria Deti)
- La sala de las Repúblicas Marineras (sala delle Repubbliche Marinare)
- El primer salón de los tapices (primo salone degli arazzi)
- El segundo salón de los tapices (secondo salone degli arazzi)
- La sala verde (sala verde)
- El salón de oro (salone d'oro)
- La sala de la marina (sala delle marine)
- La sala de Pompeya (sala pompeiana)

### La sala de los mapamundis
Actúa como antecámara de la Sala del Consejo de Ministros, y se llama así por la presencia de dos globos del siglo XVII colocados a los lados de la puerta por la que se accede a la Sala del Consejo, que representan la esfera celeste y la esfera terrestre. Son notables las puertas del siglo XVIII, con espejos y tallas dorados y las decoraciones realizadas en 1857 en estilo neoclásico. Los frescos representan las cuatro estaciones y otras figuras alegóricas.

### La antecámara del Presidente
Esta sala da directamente a la Piazza Colonna y está dotada de una refinada franja decorada con frescos con algunos cuadros, colocados en correspondencia con las ventanas, que ilustran episodios de la vida del cardenal Pietro Aldobrandini. La valiosa chimenea data del siglo XVIII. Encima de la chimenea hay un espejo y un tapiz de las manufacturas de Bruselas del siglo XVI.

### El estudio del Presidente del Consejo
Se accede allí directamente desde la antecámara. Se trata de una estancia algo sobria, decorada solo con algunos frisos simples del siglo XVII. Detrás del escritorio se conserva una valiosa Sant'Agnese del Domenichino, copia de un original de Tiziano conservado en el Museo del Prado de Madrid. Encima de la puerta de acceso a la Galería Deti, las restauraciones de la última década del siglo XX han sacado a la luz una representación del siglo XVIII del episodio bíblico de Jonás y la ballena.

### La sala del Consejo de Ministros
Es la sala que da al balcón central de la fachada de la Via del Corso.
Las paredes están decoradas por cuatro tapices de la escuela de Rubens, un coro de madera del gusto del siglo XVI (proveniente de la destruida capilla interior de los Chigi) y una chimenea de mármol blanco de finales del siglo XVIII. El techo está decorado con vigas de madera, y adornado con un friso de 1665 de pintor austriaco Giovanni Paolo Schor.

### La galería Deti

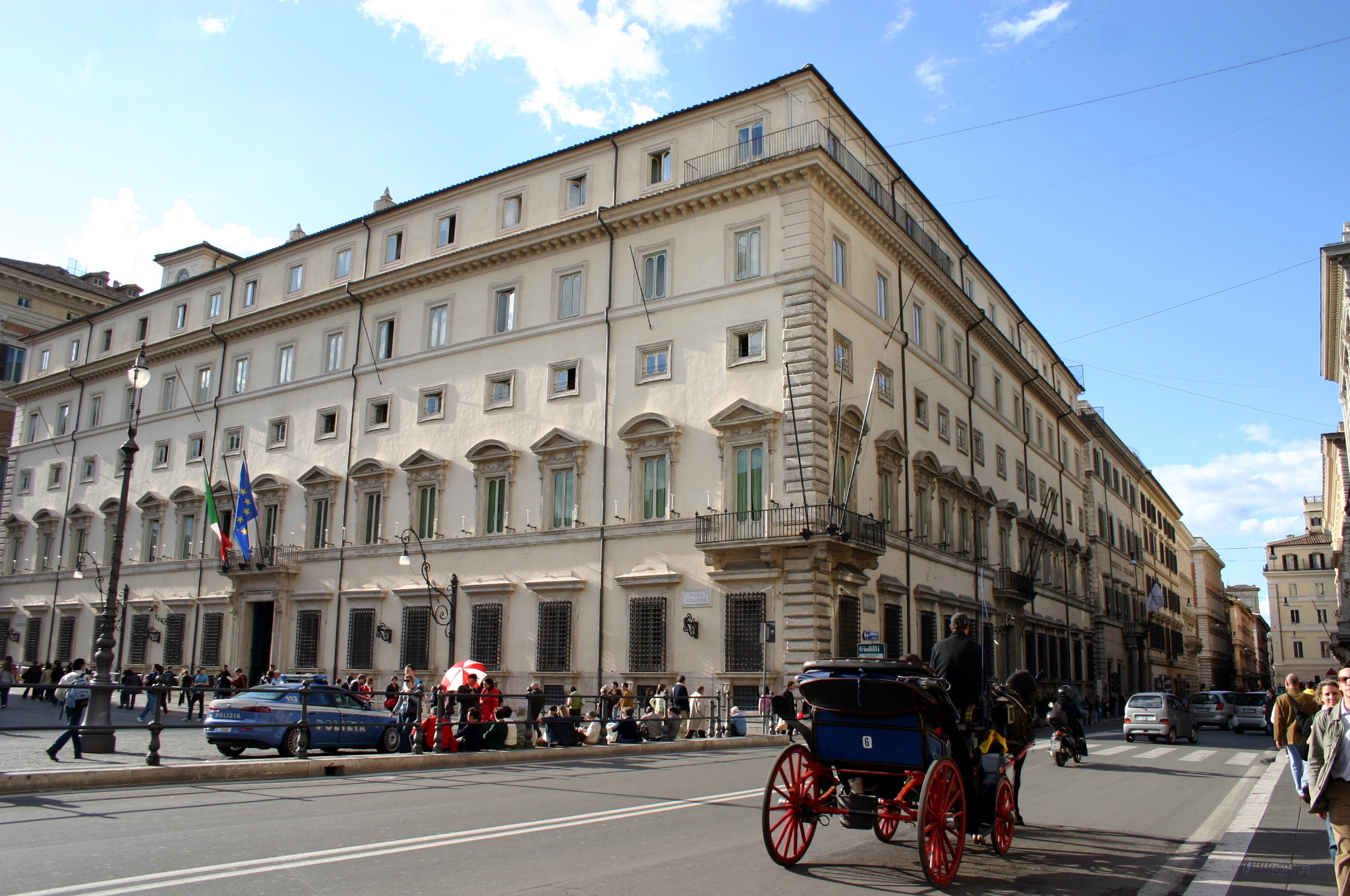
El Palazzo Chigi visto desde la Via del Corso; el balcón en primer plano es la llamada Prua d'Italia.

Situada en la esquina entre la Via del Corso y la Piazza Colonna, la galería recibe el nombre de su creador, el cardenal Giovanni Battista Deti. Esta sala, actualmente dedicada a salón de cortesía, fue decorada ricamente con estucos dorados, frescos de temas bíblicos y figuraciones heráldicas por Flaminio Allegrini entre 1616 y 1625.
En 1925 Tito Zaniboni intentó atentar contra la vida de Benito Mussolini, que tenía en esta estancia su estudio privado, disparándole cuando se asomara a la terraza de la Galería Deti.

### El salón de oro
Se encuentra en el segundo piano nobile del Palazzo Chigi y da hacia la Piazza Colonna. Junto a la Sala de las Marinas forma el apartamento del Presidente.
Presenta una riquísima decoración dorada (de aquí el nombre), que recubre tanto las paredes como el techo, realizada en el siglo XVIII con ocasión del matrimonio del príncipe Sigismondo Chigi con Maria Flaminia Odescalchi. El techo está decorado con falsas perspectivas que tienen en el centro la tela que representa Endimione spiato da Diana ("Endimión espiado por Diana") de Giovan Battista Gaulli del 1668.

## Curiosidades
- La azotea colocada encima del palacio fue construida por Olimpia Aldobrandini para rivalizar en altura con el contiguo Palazzo Montecitorio.[9]
- El apartamento presidencial fue reamueblado completamente en 1994 por Berlusconi, apenas instalado, con la asesoría del diseñador Giorgio Pes.